# Hemiteles spinator
Hemiteles spinator là một loài tò vò trong họ Ichneumonidae.